# Washington Martínez
Washington Martínez Angelucci (18 de enero de 1959, Villa del Cerro, Montevideo) es un General del Aire retirado de la Fuerza Aérea Uruguaya, que se desempeñó como Comandante en Jefe de la misma entre los años 2011 y 2015. Durante su carrera, prestó servicios como piloto de combate de aeronaves FMA IA-58A Pucará, en el Escuadrón Aéreo N.° 1 (Ataque), y fue designado como el primer director del Centro de Operaciones Aéreas del Comando Aéreo de Operaciones, en 2003.

## Biografía

#### Estudios
Tras finalizar sus primarios en el ámbito rural y sus estudios secundarios en Nueva Helvecia, Colonia, y el Liceo Militar General Artigas de Montevideo, Martínez optó por ingresar a la Fuerza Aérea Uruguaya, por medio de la Escuela Militar de Aeronáutica. Tras aprobar los exámenes de ingreso, comenzó allí su formación el 1 de febrero de 1976. Realizó su curso de selección de vuelo en aviones Cessna T-41D Mescalero, y luego continuó con las demás fases de su entrenamiento con entrenadores Beechcraft T-34 Mentor. Aprobando con éxito dicho curso de vuelo, Martínez egresó el 21 de diciembre del año 1979 como Alférez aviador, integrándose a los cuadros de oficiales pertenecientes al Escalafón A (Aviadores) del Cuerpo Aéreo de la Fuerza Aérea.

## Carrera militar

#### Servicios
Tras su egreso, fue destinado a la Brigada Aérea II de Santa Bernardina, Durazno, para realizar un curso de vuelo avanzado con aviones T-34. Tras el mismo, y al obtener el primer puesto de su promoción, obtuvo un premio que fue otorgado por la Fuerza Aérea de los Estados Unidos, durante la ceremonia de clausura de cursos. Un año después, fue destinado al Grupo de Aviación N.° 1 (Ataque), el cual había recibido, durante aquel mismo año, sus primeros aviones de ataque al suelo IA-58. Allí llegó a calificarse como Piloto Instructor de Combate y desempeñó funciones como Oficial de Seguridad de Vuelo, y como jefe de las Secciones Material y Operaciones del Grupo. Para fines de abril de 1996, Martínez había alcanzado la responsabilidad de desempeñarse como segundo al mando del Escuadrón Aéreo N.° 1 (Ataque), cuando se encontraba ostentando el grado de Mayor, y finalmente, el 1 de febrero de 1998, fue designado como comandante de dicho Escuadrón.
Al ascender al grado de Coronel el 1 de febrero de 2003, Martínez fue designado como el primer director del Centro Operaciones Aéreas e independientemente de este destino, efectuó en la Escuela de Comando y Estado Mayor Aéreo de la Fuerza Aérea Uruguaya el Curso Superior de Defensa Nacional. Tras la victoria del Dr. Tabaré Vázquez como presidente electo de la República, y a partir del 1 de marzo de 2005, Martínez fue designado en la Casa Militar de la Presidencia de la República, como edecán del Dr. Tabaré Vázquez. Luego, y para el 1 de febrero de 2009, al ascender al grado de Brigadier General, Martínez se desempeñó como comandante del Comando Aéreo de Operaciones, luego como comandante del Comando Aéreo Logístico, hasta ser designado para desempeñarse como Comandante en Jefe de la Fuerza Aérea Uruguaya, en 2010.

#### Controversias por su designación como Comandante en Jefe de la Fuerza Aérea
Tras el anuncio de haber sido designado como el futuro comandante de la Fuerza Aérea, cuatro de los cinco Brigadieres Generales de la Fuerza Aérea transmitieron su voluntad de renunciar a sus cargos, al discrepar en el criterio de designación del futuro comandante. Dicha discrepancia se produjo por la manera en la que se empleó al sistema de selección, sin guiarse por el orden de antigüedad. Martínez había sido el último Oficial que había ascendido al grado de Brigadier General, y el más joven de los Oficiales Generales de la Fuerza Aérea, con 51 años. Ante esta situación, el entonces Comandante en Jefe, General del Aire José Bonilla, exhortó a la cúpula de la Fuerza Aérea  «tomarse un tiempo de reflexión» y a «no adoptar una decisión apresurada». Su planteo se hizo «con la esperanza» de revertir las decisiones individuales que habían tomado los Brigadieres Generales, y que, de concretarse, dejarían prácticamente acéfalo a la Fuerza Aérea y sus Comandos Aéreos. No obstante, fuentes consultadas por la prensa local recordaron que el criterio de designación del Comandante en Jefe de la Fuerza Aérea es una facultad cuyas características son discrecionales por parte del Mando Superior, es decir, el Poder Ejecutivo, y que a su vez casi en ninguna oportunidad se había designado, en la Fuerza Aérea, a un Oficial General por el orden de mayor antigüedad. Ejemplos de ello fueron los Tenientes Generales Enrique Bonelli, José Pedro Malaquín o Miguel Suñol. Aun así, la designación de Martínez produjo una brecha de 5 años con respecto al Oficial General más antiguo en actividad. Entre los renunciantes se encontraron el Jefe del Estado Mayor General de la Fuerza Aérea, Brigadier General (Av.) Carlos E. Pena, el Comandante del Comando Aéreo de Operaciones, Brigadier General (Av.) Daniel Olmedo, o el Comandante del Comando Aéreo de Operaciones, el director de la Dirección Nacional de Aviación Civil e Infraestructura Aeronáutica (DINACIA), Brigadier General (Av.) José Lupinacci, y el Brigadier General (Av.) José Vilardo, representante de Uruguay ante la Organización Internacional de Aviación Civil (OACI) con sede en Montreal, Canadá.
La renuncia anunciada de toda la cúpula de una fuerza no tenía antecedentes en la historia de las Fuerzas Armadas, siendo todas estas vacantes ocupadas por otros oficiales que debieron ser designados para tal fin.
Tras cumplir con su gestión de cinco años al mando de la Fuerza Aérea, el General del Aire Washington Martínez fue relevado por el General del Aire Alberto Zanelli, el 16 de septiembre de 2015. Días antes, el 11 de septiembre, se realizó un vuelo de despedida con un avión de transporte Embraer C-95 Bandeirante del Escuadrón Aéreo N.° 3 (Transporte), yendo el General del Aire Martínez como copiloto del mismo, siendo este avión el primero en el que Martínez voló tras su ingreso a la Fuerza Aérea.

## Homenajes
Por solicitud del Comando General de la Fuerza Aérea, Washington Martínez fue condecorado con la Distinción al Mérito Aeronáutico, en el grado de Gran Oficial, en el año 2016, y por medio de la Resolución N.° 410/016.

## Información de vuelo
Calificación: Piloto Comandante
Horas de vuelo: +3000.
Aeronaves voladas: T-41D, T-34, IA-58A.